# Armand Desmet (judoka)
Armand Desmet (Clichy-sous-Bois, 15 de septiembre de 1941) es un deportista francés que compitió en judo. Ganó una medalla de oro en el Campeonato Europeo de Judo de 1967, en la categoría de –70 kg.

## Palmarés internacional
| Campeonato Europeo | Campeonato Europeo | Campeonato Europeo | Campeonato Europeo |
| Año                | Lugar              | Medalla            | Categoría          |
| ------------------ | ------------------ | ------------------ | ------------------ |
| 1967               | Roma (Italia)      | Medalla de oro     | –70 kg             |